# Steen Enrico Andersen
 Der er flere personer med dette navn, se Steen Andersen.
Steen Enrico Andersen (født 5. januar 1951 i København) er en dansk arkitekt og tidligere dansk atletikudøver, som var medlem af atletikklubberne Herlev Atletik, 1963-1969, Trongårdens IF  1970-1972, Skovbakken 1972-1974. Steen Andersen deltog i en række landskampe med ungdomslandsholdet og seniorlandsholdet. Blev dansk mester i højdespring i 1974 og vandt det danske holdmesterskab med Skovbakken i 1973 og 1974.
Steen Enrico Andersen er i dag arkitekt, MAA, intl. assoc. AIA og medstifter af arkitektfirmaet PLH arkitekter i København. Er været ansvarlig for en lang række byggerier i både Danmark og udlandet. Prisvindende projekter inkludere Allerhuset, København, Green Hall, K29, Vilnius, Litauen, Riga Central Station, Riga, Letland, WSA HQ, Singapore
Er endvidere aktiv marathonløber i Sparta, København og har løbet The Worlds Marathons, Berlin Marathon, Chicago Marathon, Boston Marathon , London Marathon, New York Marathon samt en række storby marathon i Europa.

## Personlige rekorder
- Højdespring: 2,05 1973